# Gaius Helen Mohiam
Gaius Helen Mohiam is een personage in het Duin-universum, gecreëerd door Frank Herbert.
Mohiam is een hooggeplaatste Eerwaarde Moeder van de Bene Gesserit-orde en een intrigant in die organisatie. Ze is ook de Waarheidsvertelster aan het hof van keizer Shaddam IV. Mentor van Vrouwe Jessica tijdens haar opleiding in de Bene Gesserit, en zij is het die de Gom Jabbar-test geeft aan haar kleinzoon Paul Atreides op Caladan, om zijn menselijkheid te testen.
Ze is een sleutelfiguur in het genetische selectieprogramma van Bene Gesserit en is (samen met baron Vladimir Harkonnen van Huis Harkonnen) een van de verborgen familieleden van Jessica, de concubine van hertog Leto Atreides.
In Duin Messias wordt Mohiam gevangengezet en uiteindelijk geëxecuteerd door Stilgar, in strijd met de bevelen van keizer Paul Atreides (Muad-Dib), omdat ze (samen met prinses Irulan, Scytale en een Gilde-navigator) naar de planeet Arrakis gekomen ondanks het verbod dat Paul haar had opgelegd.

## In bewerkingen
In de film Dune uit 1984 wordt het personage gespeeld door Siân Phillips en in de film Dune uit 2021 en het vervolg uit 2024 door Charlotte Rampling. In de miniseries Dune en Children of Dune werd zij gespeeld door Zuzana Geislerová.